# Piensa en Democracia
Piensa en Democracia (PIEDRA, acrónimo de Piensa en DemocRaciA) es un partido político venezolano registrado ante el Consejo Nacional Electoral (CNE) el 7 de agosto de 2008. Su ideología política se basa en la Democracia Social. En la actualidad no está habilitado para participar en elecciones.

## Historia
En 2006, un grupo de estudiantes de la Universidad Central de Venezuela deciden apoyar la candidatura del humorista venezolano Benjamín Rausseo para las elecciones presidenciales de ese año, a través del Partido Independiente Electoral Democrático Respuesta Avanzada (PIEDRA). Rausseo abandonó el partido ese mismo año luego de las elecciones, y posteriormente PIEDRA fue cancelado por el Consejo Nacional Electoral en diciembre de 2007.
En junio de 2008, Leonardo Chirinos representante y dirigente nacional decide refundar el partido con el nombre de «Piensa en Democracia». En abril de 2008, el partido PIEDRA solicitó al Consejo Nacional Electoral aprobar esta denominación, la cual, después de cumplir con todos los requisitos administrativos, fue finalmente legalizada el 7 de agosto de 2008.
PIEDRA participó en las elecciones primarias de la Mesa de la Unidad de 2012, inicialmente apoyando a Leopoldo López como candidato presidencial hasta que él dimitiría a favor de Henrique Capriles. En la elecciones presidenciales de 2012, PIEDRA apoyó al candidato opositor Henrique Capriles, candidatura que posteriormente le retirarían su apoyo en señal de protesta. Ante el retiro de esta candidatura, Piensa en Democracia denunció que había recibido amenazas, comenzaron a llamarlos y a ofrecerles cosas, e igualmente el partido denunció exclusión hacia los pequeños partidos políticos en la Mesa de la Unidad Democrática. Sin embargo, se mantuvieron dentro de la Mesa de la Unidad Democrática, en alianza con Voluntad Popular y Leopoldo López.
En las elecciones regionales de 2012, PIEDRA apoyó a tres candidatos opositores, siete oficialistas y tres independientes. y así mismo fue parte del polo patriótico en las elecciones posteriores.

## Propuesta de Amor a la Nación
Propuesta de Amor a la Nación (PAN) es un programa político de Piensa en Democracia en el cual se propone:
- Cerrar la discusión retórica sobre uno u otro sistema político o económico y enfocarse en una mayor calidad de vida.
- Empleo digno y pleno.
- Viviendas para todos en ciudades que no sean capitales de estado.
- Apoyar tanto propiedad privada como colectiva.
- Respetar y defender la autonomía del sistema educativo venezolano.
- Garantizar calidad de la salud en cada estado.
- Autonomía agroindustrial.
- Acabar con el monopolio estatal, reduciendo al Estado solo a gravar con impuestos.